# Kaiserliche Werft Kiel
El Kaiserliche Werft Kiel (en alemán: Astillero imperial de Kiel) fue una compañía alemana de construcción naval fundada en 1867, con sede en la ciudad portuaria de Kiel, una de las principales contratistas de la Marina Imperial Alemana, junto con el Kaiserliche Werft Danzig y el Kaiserliche Werft Wilhelmshaven.
Llamada en un principio Königliche Werft Kiel (Astillero real de Kiel), pero su nombre se cambió en 1871 a raíz de la proclamación del Imperio Alemán. Fue clausurado en 1918, tras la derrota alemana en la Primera Guerra Mundial, y sustituido por el Deutsche Werke en 1925.

## Buques construidos
- Fragata acorazada (ironclad) SMS Bayern (1878)[1]
- Fragata acorazada SMS Baden (1880)[1]
- Crucero desprotegido SMS Falke (1891)[2]
- Buque de defensa costera SMS Hildebrand (1892)[3]
- Buque de defensa costera SMS Hagen (1893)[3]
- Buque de defensa costera SMS Ägir (1895)[3]
- Crucero acorazado SMS Fürst Bismarck (1897),[4] único en su clase.
- Crucero acorazado SMS Prinz Heinrich (1900),[5] único en su clase.
- Crucero acorazado SMS Prinz Adalbert (1901),[5] buque líder de la clase homónima.
- Crucero acorazado SMS Roon (1903),[6] buque líder de la clase homónima.
- Crucero acorazado SMS Blücher (1908),[7] único en su clase.
- Crucero ligero SMS Augsburg (1909)
- Acorazado SMS Kaiser (1911), buque líder de la clase homónima.
- Crucero ligero SMS Graudenz (1913)
- Crucero ligero SMS Frankfurt (1915)[8]